# Südende
Südende är ett bostadsområde i sydöstra delen av stadsdelen Steglitz i södra Berlin, tillhörande stadsdelsområdet Steglitz-Zehlendorf.

## Läge
Südende sträcker sig omkring 1,4 km i nord-sydlig riktning och 1 km i öst-västlig riktning. Området begränsas i norr av Am Insulaner-badet, i väster av en rak gräns som korsar Steglitzer Damm i höjd med Steglitzer Damm 69–71, i söder av Schünemannweg och Maulbronner Ufer och i öster av banvallen för järnvägen mot Dresden, Dresdener Bahn.

## Historia
Südende var under 1800-talet del av byn Mariendorfs marker i Kreis Teltow och låg då söder om den självständiga förstaden Schöneberg. När Stor-Berlin bildades 1920 och Mariendorf och Schöneberg slogs samman med Berlin blev Südende skilt från Mariendorf som en separat stadsdel (Ortsteil) inom vad som då var det 12:e stadsdelsområdet, Bezirk Steglitz. Detta ingår sedan 2001 i det sammanslagna stadsdelsområdet Steglitz-Zehlendorf som täcker Berlins sydöstra förortsområden.
Andra platsnamn i Berlin som har liknande ursprung är Nordend i Niederschönhausen och Westend i Charlottenburg-Wilmersdorf. I öster finns även en Ostendstrasse i stadsdelen Oberschöneweide.
Området var ursprungligen ett sankt och vildbevuxet område, med kullar som markerades med Die Rauhen Berge. Byggnader saknades helt . Genom området gick landsvägen mellan Steglitz och Mariendorf, söder om de små sjöarna Hambuttenpfuhl och Kelchpfuhl, ungefär längs den sträckning som Steglitzer Damm har idag. I nord-sydlig riktning gick Priesterweg som sammanband Schöneberg och Lankwitz. 1841 byggdes järnvägen Anhalter Bahn och en banvaktsstuga uppfördes vid den nuvarande korsningen Crailsheimer Strasse / Lörracher Strasse.
Området som ditintills tillhört två bönder i Mariendorf såldes 1872 till Terrain-Gesellschaft Südende, finansierat av en bank och järnvägen. Området styckades i 427 tomter av olika storlekar på totalt knappt 88 hektar. På tomterna uppfördes villor i lantlig stil och 1873 blev Südende upptaget som officiellt ortnamn på området. Hela området såldes redan 1874 vidare till byggherren Christiani som grundade ett nytt bolag, som dock hamnade i finansiella svårigheter under krisåren i slutet av 1870-talet.
Från sekelskiftet 1900 började bebyggelsen förtätas, med fler och fler hyreshus. 1930 uppfördes området omkring Langensteiner Weg.
Under andra världskriget bombades Südende och förstördes nästan fullständigt i ett bombangrepp av brittiska Royal Air Force under natten mellan 23 och 24 augusti 1943. Orsaken till den omfattande bombningen av bostadsområdet visade sig först efter att dokument publicerats efter kriget. De brittiska dokumenten visade att de brittiska flygarna på grund av stark luftvärnseld kommit ur kurs och släppt ett stort antal bomber över Südende och Lankwitz som egentligen varit avsedda för regeringskvarteren omkring Wilhelmstrasse. 
Under början av efterkrigstiden låg större delen av bostadsbebyggelsen i ruiner; bara områdena kring Langensteiner Weg och kvarteren mellan Attillastrasse och Teltowkanalen hade klarat sig huvudsakligen oskadda. Fortfarande i slutet av 1950-talet hade återuppbyggnadsarbetet bara kommit igång fläckvis, så att Berliner Morgenpost 1957 betecknade området som ett "öde ruinfält". Först under 1960-talet skedde en omfattande nybyggnation, då man ersatte den tidigare småskaliga bebyggelsen med fler tre- och fyravånings hyreshus med mellanrum för grönytor, parkeringar och lekplatser. På detta sätt gick den ursprungliga stadsbilden förlorad.

## Byggnader

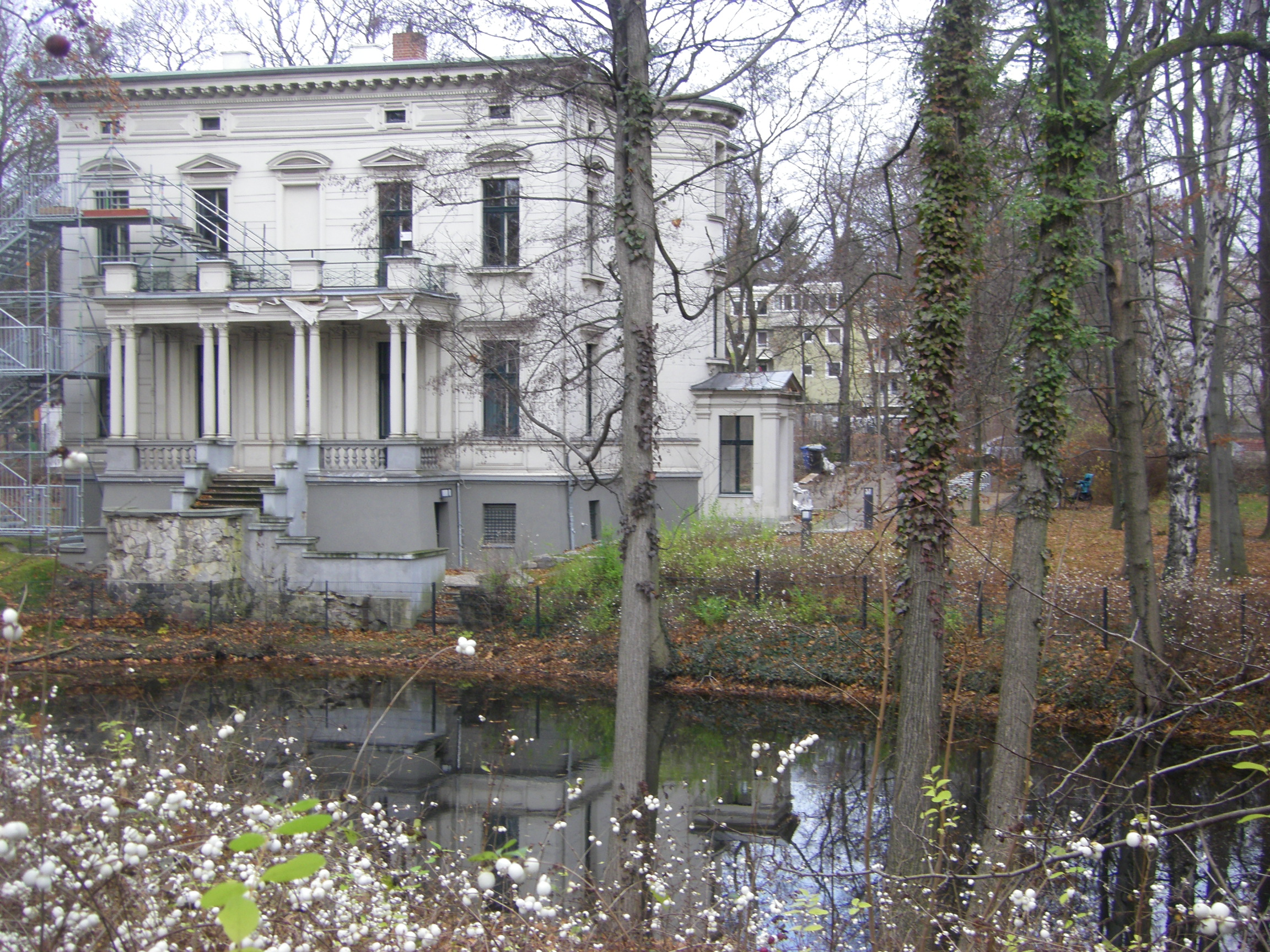
1800-talsvilla på Grabertstrasse 4.

Ett av de få exemplen på den ursprungliga villabebyggelsen är bankiren Eduard Mamroths villa på Grabertstrasse 4, som sedan andra världskriget är det äldsta bevarade huset i området och sedan 1963 används som lokaler för Steglitz-Zehlendorfs kommunala musikskola. Den enda större industribyggnaden i området är f.d. Scherk-Haus som ligger mellan Anhalter Bahn och Dresdener Bahn. Lokalerna är idag kulturminnesskyddade och används av Freie Universität Berlins institution för farmaci.

## Kända invånare
Följande personer har varit bosatta i Südende:
- Rosa Luxemburg (1871–1919), revolutionär socialist
- Arnold Schönberg (1874–1951), kompositör
- George Grosz (1893–1959) och Vasilij Kandinskij (1866–1944), konstnärer
- Adolf Reichwein (1898–1944), motståndsman under Nazityskland
- Manfred von Ardenne (1907–1997), fysiker
- Otto Rudolf Salvisberg (1882–1940) och Alfred Grenander (1863–1931), arkitekter
- Reinhard Heydrich (1904–1942), nazistisk politiker och säkerhetspolischef
- Wilhelm Canaris (1887–1945), chef för Abwehr och motståndsman under Nazityskland
- Rolf Zacher (1941–2018) och Anita Kupsch (* 1940), skådespelare
- Jan Josef Liefers (* 1964) och Anna Loos (* 1970), skådespelare